# Pareuxoa
Pareuxoa is een geslacht van vlinders van de familie Uilen (Noctuidae), uit de onderfamilie Noctuinae.

## Soorten
- P. baynei Köhler, 1967
- P. cerphiphila Dyar, 1913
- P. chubutensis Köhler, 1961
- P. dianthoeciae Mabille, 1885
- P. falclandica Hampson, 1903
- P. hypothetica Köhler, 1961
- P. janae Angulo, 1990
- P. koehleri Olivares, 1992
- P. lacustris Köhler, 1961
- P. lineifera Blanchard, 1852
- P. meditata Köhler, 1967
- P. microstigmoides Köhler, 1955
- P. pampeana Köhler, 1945
- P. parajanae Olivares, 1992
- P. sanctisebastiani Köhler, 1955